# 남아메리카
남아메리카(스페인어: América del Sur, 브라질 포르투갈어: América do Sul, 프랑스어: Amérique du Sud, 영어: South America) 또는 남미(南美)는 서반구에 위치한 대륙으로, 대부분 남반구에 위치해 있고 일부분은 북반구에 걸쳐 있다. 북쪽으로는 파나마 지협을 통해 북아메리카와 연결되며, 서쪽에는 태평양, 북동쪽에는 대서양, 남쪽에는 남극해와 접한다.
"아메리카"란 이름은 1507년 지도 제작자 마르틴 발트제뮐러와 마티아스 링만이 아메리카 대륙이 서인도가 아닌 신세계임을 주장한 최초의 유럽인인 아메리고 베스푸치의 이름을 기념하여 아메리카라고 부르기를 제창하였고, 이것이 뒤에 널리 승인되면서 붙여진 것이다.
남아메리카 대륙의 면적은 17,840,000km2로, 지표면의 약 3.5%를 차지한다. 2016년 기준 이 대륙의 인구는 약 4억 3,000만 명 이상으로 추산된다. 남아메리카는 4번째로 큰 대륙(아시아, 아프리카, 북아메리카, 남아메리카, 남극, 유럽 순)이고 인구로는 5번째로 많다.

## 국가 목록
현재 남아메리카에는 14개 국가가 있다. 이들을 가나다 순으로 나열하면 다음과 같다.
| - 가이아나 - 베네수엘라 - 볼리비아 - 브라질 | - 아르헨티나 - 수리남 - 에콰도르 - 우루과이 | - 칠레 - 콜롬비아 - 파라과이 - 페루 |

## 언어

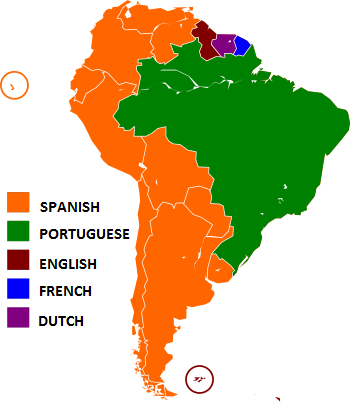
남아메리카의 언어 분포도

대부분의 국가에서 스페인어를 공용어로 사용하고 있으며 그외에 포르투갈어, 영어, 프랑스어, 네덜란드어, 원주민의 토착어를 공용어로 사용하고 있다. 스페인어와 포르투갈어가 사용되는 비율은 남아메리카에 거주하는 전체 주민의 약 85%를 차지한다. 남아메리카에서 사용되는 언어는 크게 세 가지로 나눌 수 있다. 과거 식민지 열강이 사용하던 언어, 원주민인 인디오들이 사용하는 많은 토착어, 이민자들이 사용하는 언어이다.
남아메리카에 있는 14개국 중에서 브라질에서만 포르투갈어를 공용어로 사용하는데, 이는 1494년에 체결된 토르데시야스 조약에 의거하여 포르투갈이 브라질을 식민통치하였기 때문이다.
스페인어와 포르투갈어를 공용어로 사용하지 않는 국가는 3개국이 있다. 1975년 11월 네덜란드로부터 독립한 수리남은 공용어로 네덜란드어를 사용하고, 1966년 5월 영국으로부터 독립한 가이아나(Guyana)에서는 영어를, 1667년 이후 프랑스령이 된 프랑스령 기아나에서는 프랑스어를 공용어로 사용하고 있다. 볼리비아는 특이하게도 제1언어인 스페인어(69.4%) 이외에도 케추아어(17.43%), 아이마라어(10.6%) 등 총 37개 언어가 2009년 신헌법에 공용어로 지정되어 있다.

## 지리

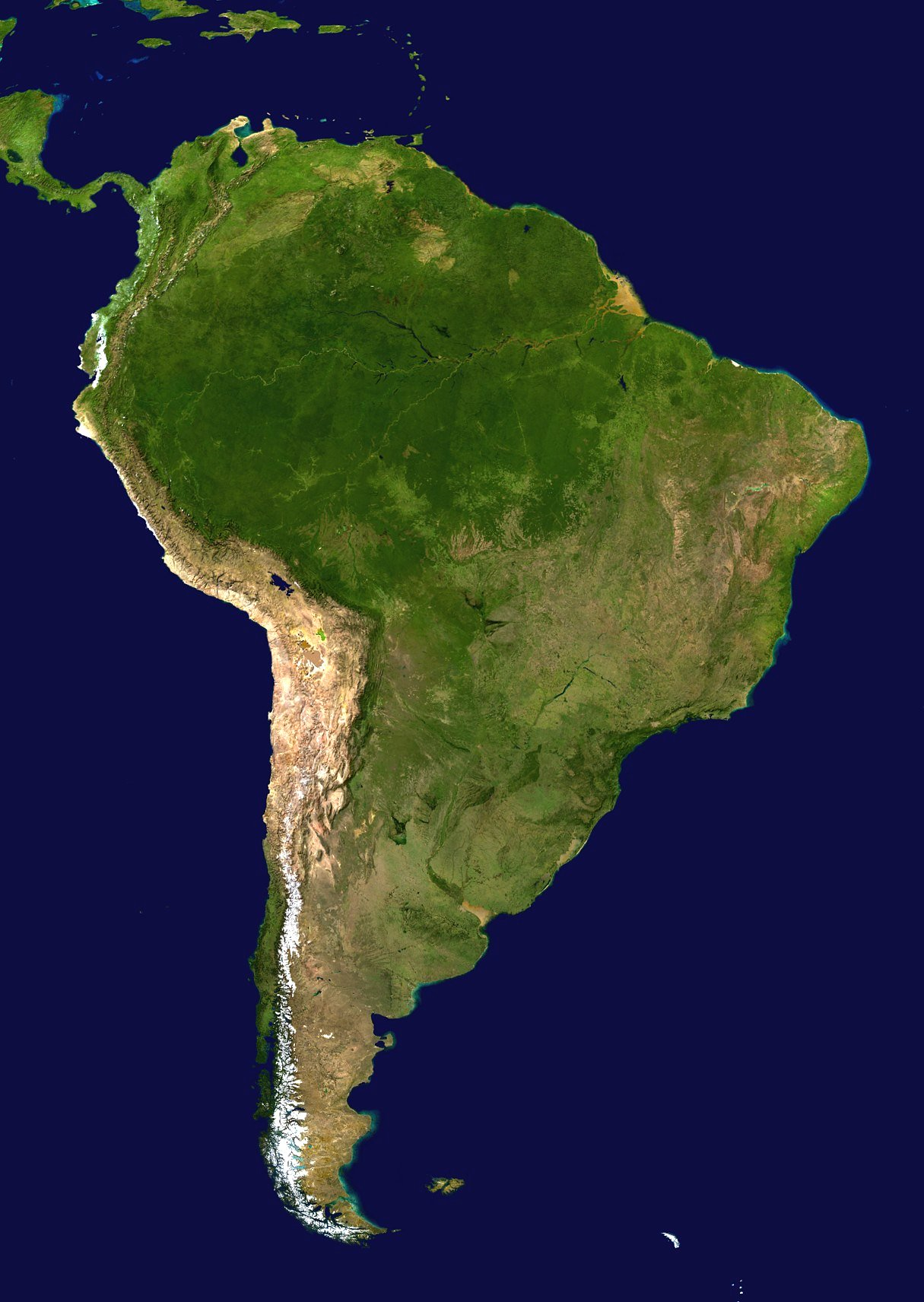
남아메리카의 인공위성 합성사진

남아메리카 대륙은 콜롬비아와 파나마의 국경이자 파나마 지협을 가르는 파나마 운하를 경계로 중앙아메리카와 육지로 연결되어 있어, 남북 아메리카를 하나의 대륙으로 취급하기도 한다. 남아메리카의 대부분은 남아메리카 판에 속한다.
카리브 제도(혹은 서인도 제도)는 복잡한 판 구조를 이루는 카리브 판 위에 자리잡고 있다. 그러나 가까운 아루바섬, 바베이도스, 트리니다드 토바고는 남아메리카 판의 북쪽에 속한다. 네덜란드령 안틸레스와 베네수엘라 연방 속지도 여기에 속한다. 지정학적으로 이곳 섬나라들과 카리브의 도서 영토는 일반적으로 북아메리카 지역에 포함된다. 카리브와 맞닿은 남아메리카 국가(가령 콜롬비아, 베네수엘라, 가이아나, 수리남, 프랑스령 기아나)들은 또 카리브 남아메리카로 칭하기도 한다. 에콰도르령 갈라파고스 제도나 칠레령 이스터섬(이 섬은 오세아니아에 속한다), 로빈슨크루소섬, 칠로에섬, 티에라델푸에고 제도도 있다.
남아메리카에는 세계에서 가장 높은 폭포인 앙헬 폭포가 베네수엘라에 있으며, (용적 기준) 가장 큰 강인 아마존강이 있고, 가장 긴 산맥인 안데스산맥(이곳 최고봉은 아콩카과산으로 6,962m이다)도 있고, 지구에서 가장 건조한 지역인 아타카마 사막, 가장 넓은 열대우림인 아마존 우림, 가장 고도가 높은 수도인 볼리비아의 라 파스, 상선이 다니는 가장 고지대의 호수인 티티카카호, 그리고 남극을 제외하고 세계 최남단의 취락인 칠레의 푸에르토 토로가 있다.
남아메리카의 주요 지하 자원은 금, 은, 구리, 철광석, 주석, 석유가 있다. 이런 풍부한 자원은 남아메리카 국가의 주요 소득원으로 전쟁이나 급속한 경제 발전 시기에 중요한 역할을 해왔다. 그러나 일부 주요 자원 생산에 집중하는 경제 구조 때문에 산업 분화와 발전을 저해하는 문제도 있다. 그래서 국제 시장의 주요 자원 가격이 요동칠때마다 남아메리카 경제도 함께 뒤흔들렸으며, 극심한 정치 불안정을 야기하기도 했다. 그래서 이들 나라에서는 몇가지 자원 수출에 급급하는 경제 구조를 개편하여 산업 분화를 촉진하고자 노력하고 있다.

## 역사

### 현대사

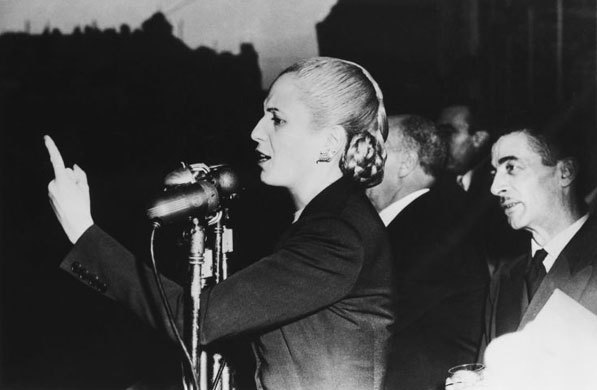
에바 페론, 아르헨티나 역사상 영향력 있었던 여성. 아르헨티나 국민에게 연설하고 있다.

20세기 말 남아메리카 대륙은 냉전의 전쟁터가 되어버렸다. 아르헨티나, 브라질, 칠레, 우루과이의 정부들은 1960년대와 1970년대 미국이 지원한 군사 독재로 전복되기도 했다. 독재 정부는 반대파를 억누르려고 수만명의 사람들을 정치범으로 잡아 가두었으며, 독재 국가간의 협조(콘도르 작전)로 상당수는 고문받고 살해되었다. 경제적으로 이들은 신자유주의 정책으로 이행하기 시작했다. 그들은 미국의 냉전 독트린인 "안보"에 입각해 내부 반란을 진압했다. 1980년대와 1990년대 페루는 내부 분쟁에 시달렸다. 콜롬비아에서는 1964년 마르크스주의 게릴라(FARC-EP)가 봉기하여 지금은 여러 불법 좌익 군사조직과 마약 군벌로 자라나 아직도 국내 군사 분쟁을 겪고 있다.
세계 제2차 대전 이후 혁명 운동과 우익 군사 독재는 흔한 일이었다. 그러나 1980년대부터 민주화 물결이 대륙 전역으로 퍼지면서, 오늘날 민주 정치가 자리잡게 되었다. 그러나 아직 부패 문제가 상존하며, 어떤 나라들은 위기에 처해 정부가 무너질 위험도 있다. 하지만 이제 대체로 일반 민중들은 민주화를 계속 이어가고 있다.
1980년대말 외채는 심각한 문제로 발전했으며, 몇몇 국가들은 굳건한 민주정치에도 불구하고, 잘못된 경제 정책을 반복하지 않고 그런 위기를 해결할 역량에 미치지 못하고 있는데, 21세기 초 최근의 아르헨티나 채무 불이행이 그 예이다.

## 정치

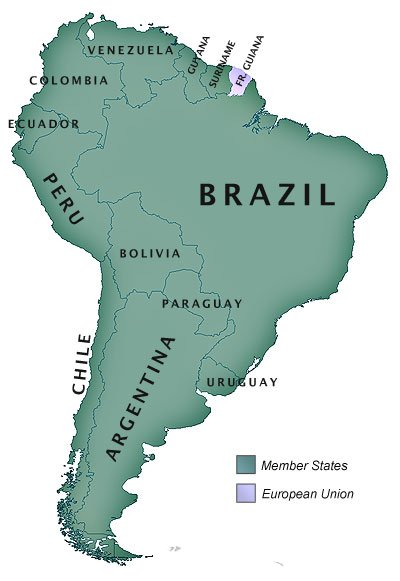
유엔 지역 구분에서 나오는 남아메리카 지리 구성.

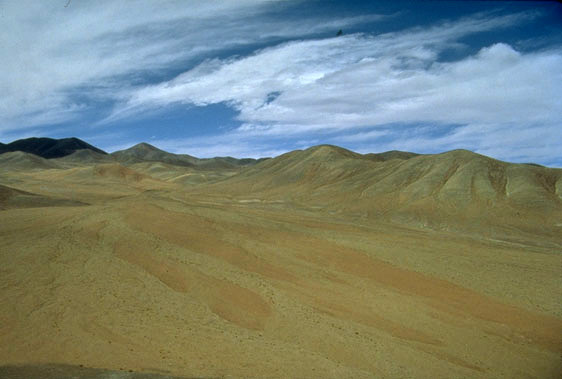
아타카마 사막

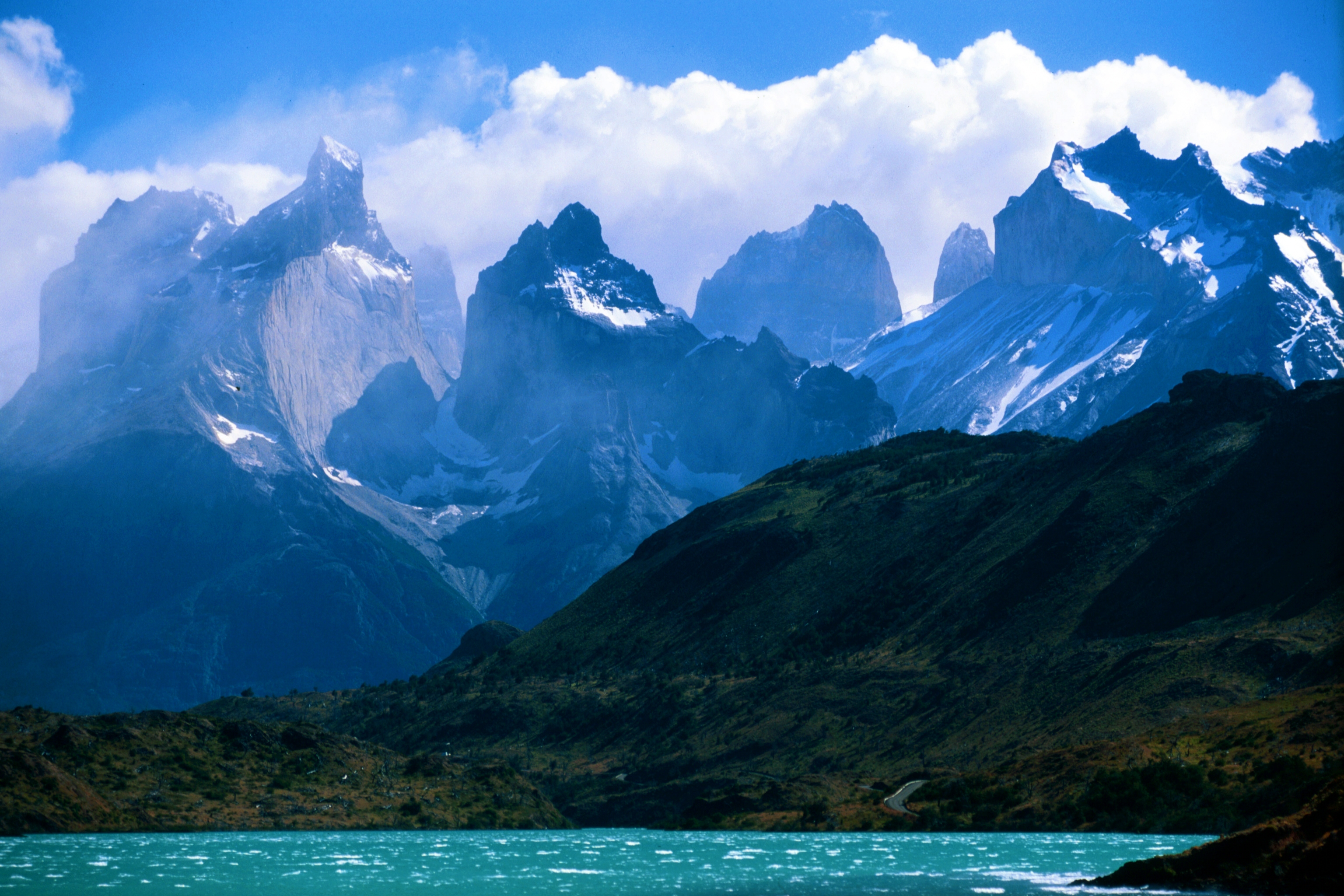
칠레의 토레스 델 파이네 국립공원

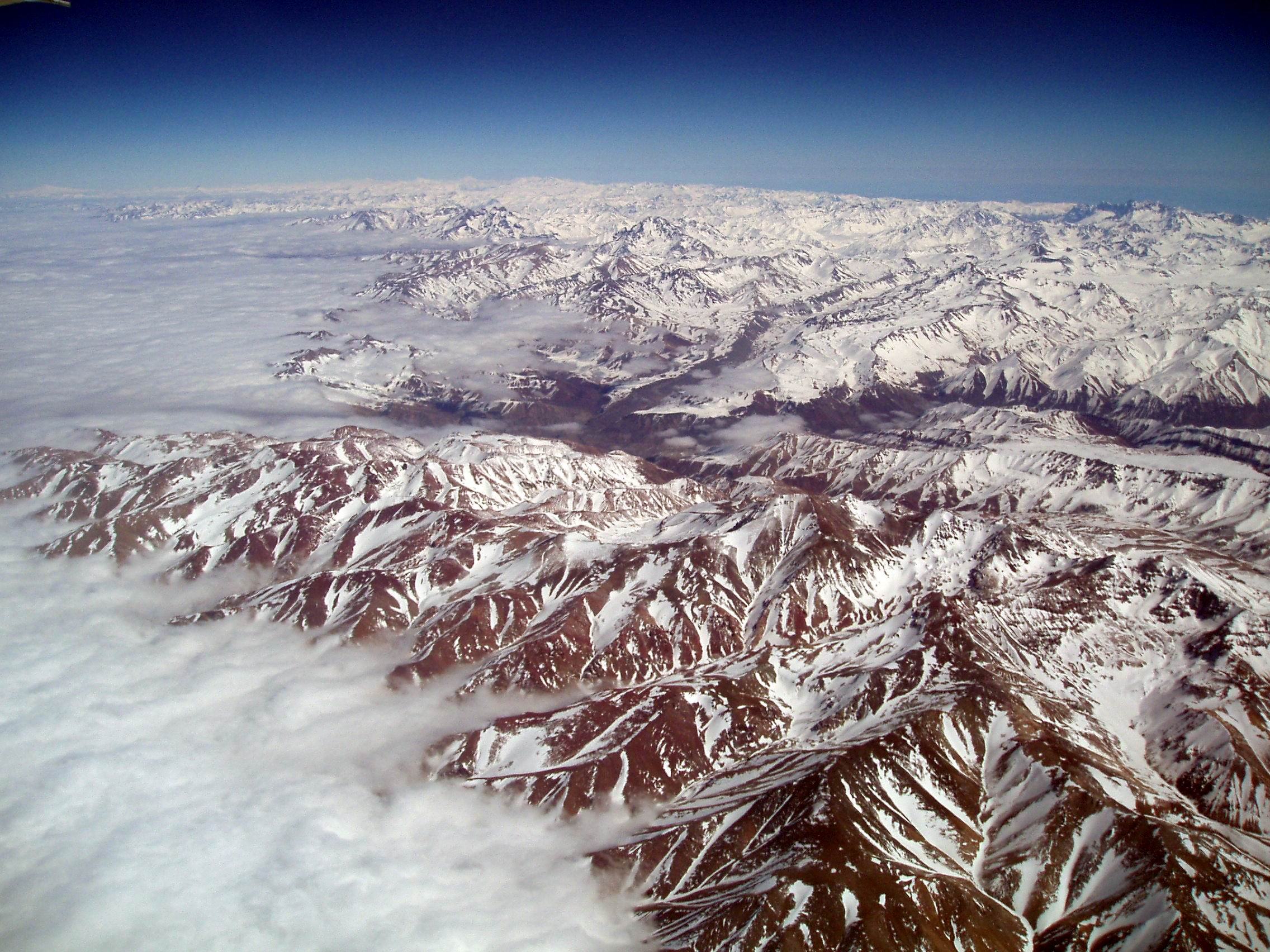
안데스산맥.

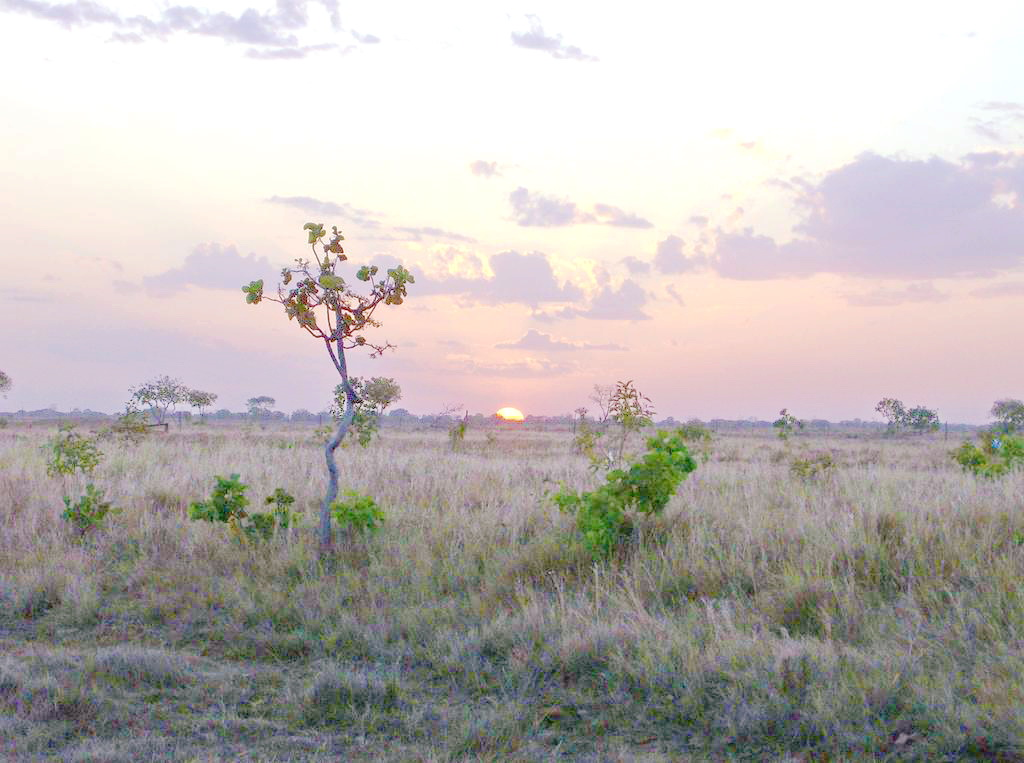
야노스

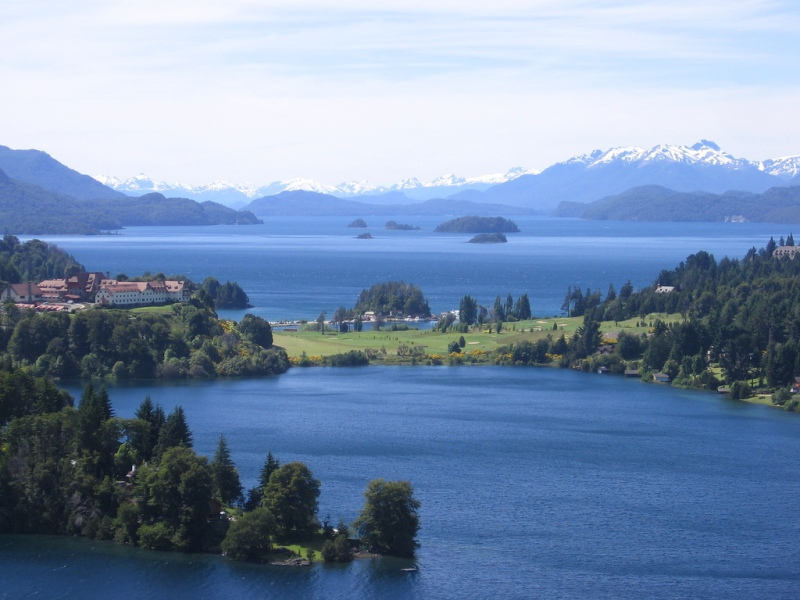

21세기 벽두 첫 10년을 맞는 칠레, 우루과이, 브라질, 아르헨티나, 에콰도르, 볼리비아, 파라과이, 베네수엘라 같은 남아메리카 정치에는 사회주의자 지도자들을 위시한 좌파 열풍이 불고 있다. 이러한 좌파 도미노 현상에도 불구하고, 대부분의 남아메리카 국가들은 자유 시장 정책을 지키고 있으며, 대륙간 통합으로 진일보하고 있다.
최근 메르코수르와 안데스 공동체 두 관세 동맹을 통합하려는 정부간 구성체가 조직되었는데, 이것이 실현되면 세계에서 세 번째로 큰 무역 블록이 형성된다. 최근 새로운 정치 기구인 남미 국가 연합이 자유로운 인적 교류, 경제 개발, 공동 방위 정책, 관세 철폐를 추진하고 있다

## 경제
모든 남아메리카 국가들이 역사적으로 높은 인플레이션에 시달린 바 있기 때문에, 이 지역의 금리는 높고 투자는 저조한 편이다. 금리는 보통 미국 수준의 두 배에 이른다. 가령 베네수엘라는 약 22%, 수리남은 약 23%이다. 칠레는 예외적으로 1973년 군사 독재 이래로 자유시장 경제정책을 시행하여 1990년대 초 민주화 이후 소비가 증가하고 있다. 덕분에 칠레 경제는 안정을 찾고 금리도 한자릿수의 낮은 수준이다.
남아메리카는 천연 자원 수출에 심하게 의존하고 있다. 세계 7위 경제 규모(남아메리카 2위)인 브라질은 총 수출액이 1,378억$이고, 그 다음으로 칠레는 581.2억$, 아르헨티나는 464.6억$이다.
남아메리카 사회의 빈부 격차는 다른 대륙에 비해 상당히 심각하다. 베네수엘라, 파라과이, 볼리비아 등 이 대륙 나라들은 최상위 20%가 국부의 60%를 차지하고 있으며, 최하위 20%는 5%도 가지지 못했다. 남아메리카의 여러 대도시 지역에서는 이런 빈부 격차가 극명하게 드러나는데, 슬럼과 임시 판자촌 옆에 고층건물과 상류층의 호화주택이 있곤 하다.
| 나라                     | 2017년 명목 GDP | 2017년 GDP (PPP) | 2017년 일인당 GDP (PPP) | 2011년 상품 수출액 (십억$) | 2014년 HDI | 1인당 하루 2달러 (PPP) 미만의 비율 |
| ------------------------ | --------------- | ---------------- | ----------------------- | -------------------------- | ---------- | ---------------------------------- |
| 아르헨티나               | 628,935         | 912,816          | 20,707                  | 83.7                       | 0.836      | 2.6                                |
| 볼리비아                 | 39,267          | 83,608           | 7,552                   | 9.1                        | 0.662      | 24.9                               |
| 브라질                   | 2,140,940       | 3,216,031        | 15,485                  | 250.8                      | 0.755      | 10.8                               |
| 칠레                     | 251,220         | 455,941          | 24,796                  | 86.1                       | 0.832      | 2.7                                |
| 콜롬비아                 | 306,439         | 720,151          | 14,609                  | 56.5                       | 0.720      | 15.8                               |
| 에콰도르                 | 97,362          | 184,629          | 11,004                  | 22.3                       | 0.732      | 10.6                               |
| 포클랜드 제도 (UK)       | 165             | 165              | 55,400                  | 0.1                        |            |                                    |
| 프랑스령 기아나 (France) | 4,456           | 4,456            | 19,728                  | 1.3                        |            |                                    |
| 가이아나                 | 3,591           | 6,398            | 8,306                   | 0.9                        | 0.636      | 18.0                               |
| 파라과이                 | 28,743          | 68,005           | 9,779                   | 9.8                        | 0.679      | 13.2                               |
| 페루                     | 285,032         | 469,803          | 13,501                  | 46.3                       | 0.734      | 12.7                               |
| 수리남                   | 3,641           | 7,961            | 13,934                  | 1.6                        | 0.714      | 27.2                               |
| 우루과이                 | 58,123          | 77,800           | 22,271                  | 8.0                        | 0.793      | 2.2                                |
| 베네수엘라               | 251,589         | 404,109          | 12,856                  | 92.6                       | 0.762      | 12.9                               |
| 전체                     | 3,836,569       | 6,642,623        | 17,852                  | 669.1                      | 0.729      | 11.3                               |

2008년 8월 초, 베네수엘라 대통령 우고 차베스는 아르헨티나, 브라질의 지도자들과 라틴 아메리카 통합에 대해 언명한 바 있다. 그때 차베스는 카라카스와 부에노스 아이레스를 잇는 야심찬 철도 건설 계획을 내놓았다.

## 교통
남아메리카의 교통기관은 종합적인 체계가 이루어지지 않고 지역 간의 연결이 매우 부족하다. 철도의 건설은 원래 지역 간의 연결을 위한 것이 아니라 농산품과 광물 및 임산자원의 수출을 위해 항구에서 내륙으로 뻗어 있다. 철도의 밀집지역은 대항구를 중심으로 동부 브라질과 아르헨티나 및 페루 지역이며, 내륙에는 거의 존재하지 않는다. 브라질의 철도 총연장은 3만 3,484km이고 아르헨티나는 4만 4,246km이나 대부분 단선철도이다. 도로는 인구가 조밀한 해안지역의 대도시를 중심으로 발달하여 내륙과의 연결성은 희박하다. 그리고 지방 간의 도로는 거의 포장되어 있지 않다. 도로 연장은 브라질과 아르헨티나가 각각 131만 2,700km, 30만 9,000km이다. 철도와 도로가 주로 해안과 밀접한 관계를 가지는 반면, 대륙의 내부 지역을 연결하는 교통 수단은 하천이 담당한다. 특히 아마존과 그 지류는 내륙의 교통 소통에 큰 역할을 담당한다. 한편, 항공교통은 남아메리카에서 많이 보급되어 있다. 철도와 도로망의 불비로 지역 간의 연결은 주로 항공 교통이 담당하고 있는 점이 타대륙과 다른 점이다.

## 문화

### 스포츠
남아메리카는 축구에 열광하는 대륙이다. 남미의 축구는 유럽과 박빙을 겨루는 수준이지만, 월드컵 통산 최다 우승에 빛나고 지금도 수준급 축구 선수들이 많은 브라질, 브라질과 축구 실력으로서 호각을 이루는 아르헨티나, 세계 최강의 축구 강대국으로 군림했던 축구 강국 우루과이가 있다.
특히 아르헨티나의 경우 2004년 아테네 올림픽과 2008년 베이징 올림픽에서 축구 종목 2관왕을 기록했다.  아르헨티나가 축구종목에서 우승한 두 대회의 올림픽 중 2004년 아테네 올림픽에서는 파라과이가 축구종목에서 준우승을 했기 때문에, 남아메리카 대륙은 불과 10개국에 지나지 않음에도 불구하고 월드컵 진출 티켓은 무려 4.5장에 달해 세계에서 월드컵 진출 티켓의 비율이 가장 높은 대륙이다.
하지만 플레이오프를 북중미와 겨루기 때문에 사실상 남미에 소속된 축구 국가대표팀은 월드컵 본선에 50%의 확률로 진출하며, 이 중 브라질과 아르헨티나는 월드컵 본선에 고정적으로 진출한다.
더군다나 남미의 10개국이 거둔 역대 FIFA 월드컵 우승 총합이 10회에 달해 월드컵 무대에서의 각 국가별 평균 기록이 무려 1회 우승에 달한다.
- 1930년 FIFA 월드컵 우승국  우루과이
- 1950년 FIFA 월드컵 우승국  우루과이
- 1958년 FIFA 월드컵 우승국  브라질
- 1962년 FIFA 월드컵 우승국  브라질
- 1970년 FIFA 월드컵 우승국  브라질
- 1978년 FIFA 월드컵 우승국  아르헨티나
- 1986년 FIFA 월드컵 우승국  아르헨티나
- 1994년 FIFA 월드컵 우승국  브라질
- 2002년 FIFA 월드컵 우승국  브라질
- 2022년 FIFA 월드컵 우승국  아르헨티나

유일하게 베네수엘라는 축구보다 야구가 가장 인기가 많은 나라이다. 그밖에 풋살, 비치사커, 농구, 배구, 비치발리볼, 럭비(특히 아르헨티나와 우루과이), 모터 스포츠의 인기가 높다.
그동안 남아메리카는 올림픽 개최와는 무관한 대륙이었으나, 브라질 리우데자네이루에서 2016년 8월 5일부터 8월 21일까지 역사적인 첫 남아메리카 대륙의 올림픽이 열렸다.
또한, 종합 스포츠 경기 대회로서 모든 남아메리카 대륙에 있는 나라가 참가하는 남아메리카 게임이 4년마다 개최되고 있다.

## 같이 보기
- 라틴아메리카
- 아메리카
- 북아메리카